# Marco Columbro
Marco Columbro (Viareggio, 28 giugno 1950) è un attore e conduttore televisivo italiano.
Ha debuttato come attore teatrale nella seconda metà degli anni settanta, per poi dedicarsi alla conduzione di varietà giornalieri per le reti Fininvest come il programma Tra moglie e marito nel decennio successivo.
Negli anni novanta ha presentato diverse edizioni di varietà come Paperissima e Buona Domenica e la maratona di beneficenza Trenta ore per la vita (tutti co-condotti assieme alla showgirl Lorella Cuccarini, con cui ha lavorato per 25 anni) ed ha partecipato come attore a fiction, in particolare Caro maestro, serie televisiva prodotta in due differenti cicli a metà del decennio, di cui era il protagonista. È stato uno dei volti più amati e noti della televisione italiana negli ultimi due decenni del XX secolo.
Negli anni 2000, anche a causa dell'aneurisma cerebrale che lo ha colpito nel 2001, la sua carriera televisiva ha subìto una battuta d'arresto in favore, però,  dell'attività teatrale. Ha vinto 13 Telegatti.

## Biografia

### Anni settanta: gli esordi
Figlio di Lidia Piconcelli, una casalinga, e Angelo Columbro, un ragioniere, vive i primi 7-8 anni di vita in campagna, in una famiglia dove è l'unico figlio maschio con 4 sorelle. Dopo la maturità classica, studia psicologia e pedagogia all'Università degli Studi di Firenze, poi sceglie la recitazione. Dopo un provino in Rai, debutta in televisione nel 1975, ottenendo una piccola parte nello sceneggiato Marco Visconti, per la regia di Anton Giulio Majano. Nel 1977 forma, con Andrea Brambilla, Antonino Formicola (che diventeranno i celebri Zuzzurro e Gaspare) e Barbara Marciano una compagnia teatrale: la Compagnia della Forca. Il suo maestro è Dario Fo. Per il Teatro alla Scala di Milano, nel 1978 e nel 1979 è attore in Histoire du soldat diretto da Fo; lo spettacolo va in tournée in tutta Italia. Nel 1980 è nel cast de Gli arcangeli non giocano a flipper, con testo e regia sempre di Dario Fo. Nel 1979 partecipa alla prima edizione della trasmissione Fantastico, in onda su Rai 1. Nella primavera del 1980 è tra i protagonisti del varietà di Enzo Trapani C'era due volte, e in quella estate conduce la prima edizione di Fresco fresco, insieme a Cinzia De Carolis e Patricia Pilchard.

### Anni ottanta: la notorietà conHelp!eTra moglie e marito

Marco Columbro testimonial per la Standa nel 1988

A partire dal 1981 conduce il primo programma della giornata del nascente Canale 5, Buongiorno Italia, in onda nella fascia del mattino, in coppia con Antonella Vianini. Sempre nel 1981 è scelto come doppiatore del pupazzo Five, mascotte della rete, presente in Pomeriggio con Five, uno dei primi dei contenitori di cartoni animati Mediaset. Nella stessa trasmissione, affianca Fabrizia Carminati nella confezione di sketch per bambini. Nello stesso periodo appare anche in molti spot pubblicitari come quelli per la Magnesia bisurata aromatic e del rasoio Braun nel 1981 e la Kinder Brioss nel 1983.
Nella stagione 1983-1984, prende parte alla prima serie del programma televisivo Drive In. Nella seconda metà degli anni ottanta conduce vari programmi giornalieri, come Autostop, quiz guidato con la partecipazione di Paola Perego; Help!, con Fabrizia Carminati; C'est la vie  e Studio 5, quest'ultimo condotto nella stagione 1986-1987 in coppia con Roberta Termali. Nel 1986 e nel 1987 è anche il padrone di casa, con Corrado Tedeschi, del concorso di bellezza Miss Italia, sempre su Canale 5. Nella prima edizione ha vinto l'ambito premio la napoletana Roberta Capua, mentre l'anno successivo è toccato alla friulana Michela Rocco di Torrepadula.
Sempre nel 1986 ha condotto, insieme a Ernst Thole, il varietà di prima serata di Italia 1 Cabaret per una notte. Nel 1987 prosegue l'attività televisiva conducendo in pianta stabile Tra moglie e marito, programma del preserale di Canale 5 che guida per quattro edizioni, fino al 1991. Sull'onda del successo di questa trasmissione vince il suo primo Telegatto come personaggio maschile del 1989, mentre nel 1988 il premio è assegnato alla trasmissione stessa come Trasmissione rivelazione dell'anno e nello stesso 1989 e nel 1990 come Miglior trasmissione di giochi in TV.

### Anni novanta: il sodalizio con Lorella Cuccarini e il successo con le numerose fiction

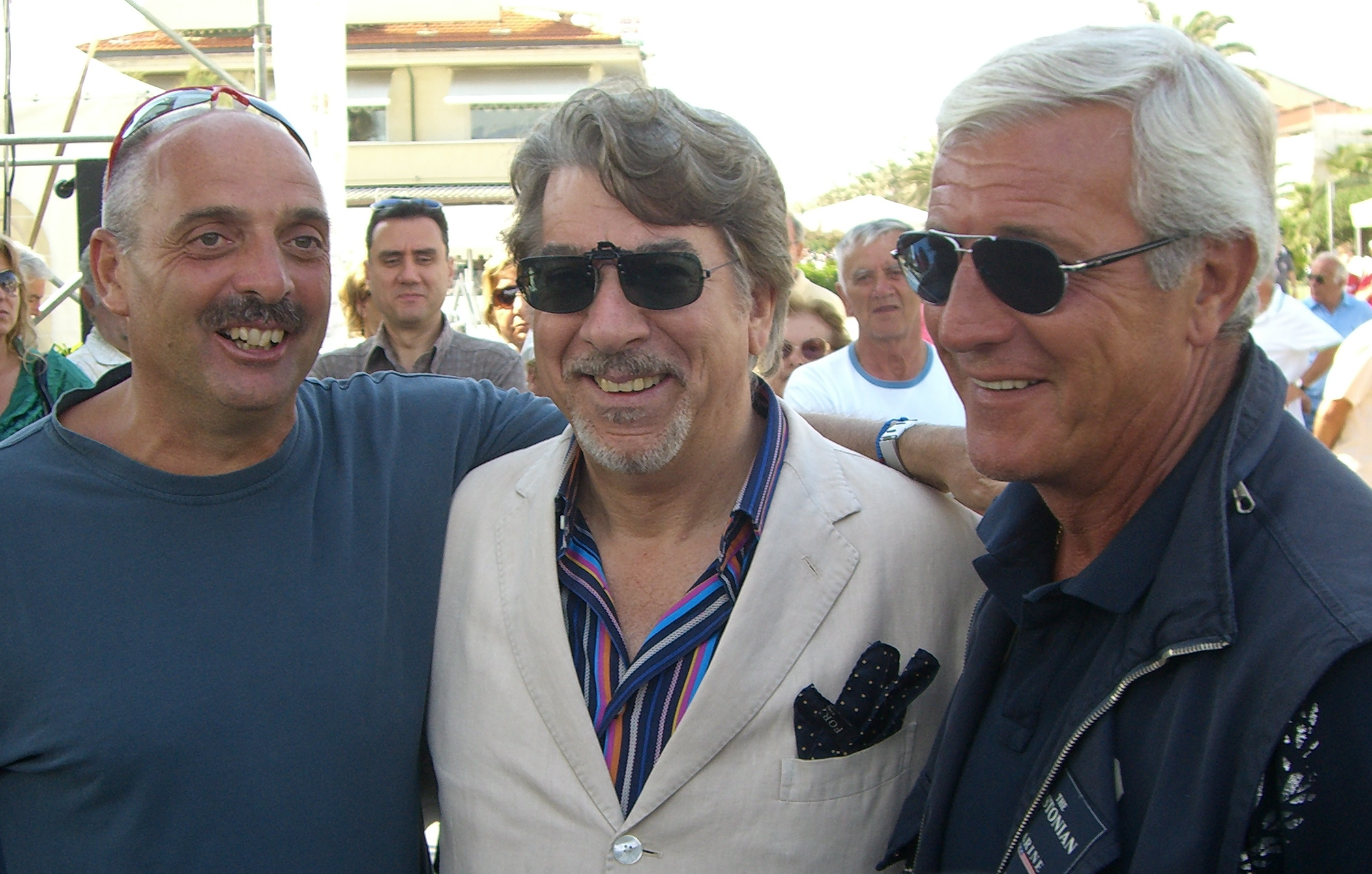
Columbro (al centro) insieme a Paolo Brosio (a sinistra) e Marcello Lippi (a destra) nel 2008

Nel 1989 conduce alcuni speciali per Canale 5, tra cui Una sera c'incontrammo, dedicato agli innamorati nella sera di San Valentino, durante il quale ha inaugurato il lungo sodalizio professionale con Lorella Cuccarini. Debutta in prima serata nell'estate del 1990 presentando il varietà Bellezze al bagno, ripreso anche per un'edizione invernale, andata in onda tra il gennaio e il febbraio 1991, intitolata Bellezze sulla neve da lui condotta, oltre che con la Cuccarini, anche con Francesco Salvi.
Dal 1991 al 1993, i due presentatori conducono con successo due edizioni di Buona Domenica, tra il 1991 e il 2000 cinque edizioni di Paperissima (di cui commenta i video insieme a Lorella Cuccarini) e tra il 1994 e il 2001 quattro edizioni di Trenta ore per la vita. Nel 1992, inoltre, vince il suo secondo Telegatto come personaggio maschile dell'anno. Sempre accanto alla Cuccarini, nel 1995 è al timone de La grande avventura, trasmissione evento che celebra i quindici anni di vita di Mediaset (all'epoca chiamata ancora Fininvest), in cui i due presentatori, assieme a tutti i personaggi più amati dell'azienda, ricostruiscono la storia del gruppo del Biscione.
Sempre insieme guidano anche il Galà della pubblicità e Stelle a quattro zampe nel 1997 e il varietà del sabato sera A tutta festa, in onda nella primavera del 1998, a cui partecipa, attraverso siparietti comici, anche la Premiata Ditta. Da solo, invece, conduce nell'aprile 1994 Canzoni spericolate, varietà di prima serata di Canale 5. Nel 1999 conduce a fine maggio Il grande bluff, e dal 24 settembre al 26 novembre Scherzi a parte con Simona Ventura. Nel 2000 presenta l'ultima edizione del concorso musicale Vota la voce, affiancato ancora una volta dalla Cuccarini, con la quale torna a condurre una nuova edizione di Stelle a quattro zampe nel 2001, e con la quale è presente nella serata evento Ricomincio da 20, condotta da Mike Bongiorno e Paolo Bonolis, per festeggiare i vent'anni dalla nascita di Canale 5.
Alla carriera di conduttore alterna quella di attore, intrapresa in gioventù, prendendo parte a varie fiction Mediaset. Nel 1993 è protagonista con Nancy Brilli della miniserie Papà prende moglie, per la regia di Nini Salerno; nel 1998 è affiancato da Sabrina Ferilli in Leo e Beo, nel quale veste i panni di Leo, proprietario del cane Beo doppiato da Leo Gullotta; e nel medesimo anno interpreta anche il poliziesco Il commissario Raimondi, diretto da Paolo Costella, assieme a Barbara De Rossi.
Nel 1996 è il protagonista della fortunata serie televisiva di Canale 5 diretta da Rossella Izzo Caro maestro, nel quale ricopre il ruolo dell'insegnante di scuola elementare Stefano Giusti. Tra gli interpreti che lo affiancano vi sono Elena Sofia Ricci, Sandra Mondaini, Franca Valeri e Francesca Reggiani. A fronte di una media di ascolti di 7.484.000 spettatori, l'anno seguente viene mandata in onda una seconda stagione nella quale viene riconfermato il cast con l'aggiunta di Stefania Sandrelli ed Antonella Elia. Anche questo ciclo registra ottimi ascolti tanto che gli sceneggiatori prevedevano la realizzazione di una terza stagione che però non avrà luce a causa del rifiuto di Columbro, il quale, per paura di rimanere prigioniero del suo personaggio, decide di non interpretarne altre stagioni.
Nel 2001 è impegnato con Eliana Miglio in Non ho l'età, film TV diretto da Giulio Base. Nonostante gli impegni televisivi, in questi anni Columbro continua anche la carriera teatrale iniziata alla fine degli anni settanta. Per due stagioni, dal 1994 al 1996, è in scena con Lauretta Masiero e Mariangela D'Abbraccio nella commedia di Clive Exton Twist. Dal 1997 al 1999 recita con Barbara De Rossi in L'anatra all'arancia di Marc-Gilbert Sauvajon, seguito nel 2001 da L'anno prossimo alla stessa ora di Bernard Slade assieme a Maria Amelia Monti, tutti per la regia di Patrick Rossi Gastaldi.

### Anni duemila: l'allontanamento dalla televisione e il successo in teatro

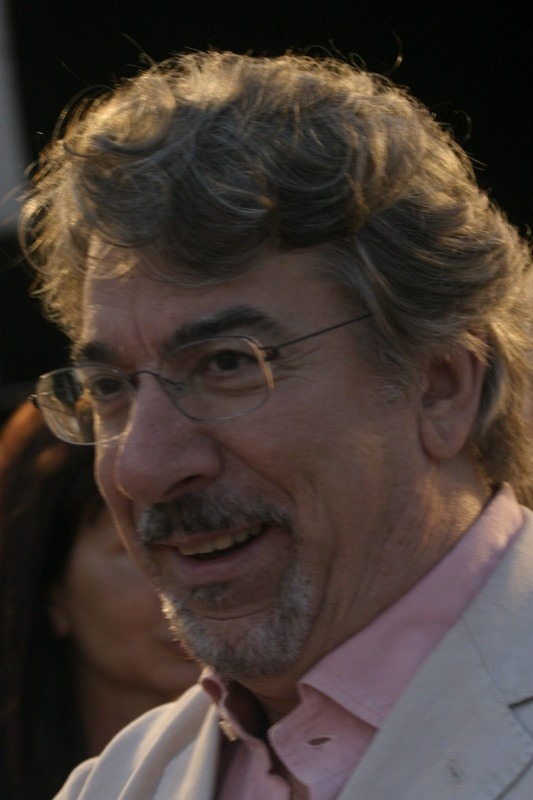
Marco Columbro nel 2007

Il 7 dicembre 2001, mentre è in visita al monastero tibetano Samteng Ling di Graglia, in provincia di Biella, è colpito da un aneurisma cerebrale, che lo lascerà in coma per venti giorni all'ospedale di Novara. Ripresosi dalla malattia, nell'autunno del 2002 sostituisce Teo Teocoli in Paperissima, affiancando Natalia Estrada. Nello stesso anno prende parte come protagonista alla situation comedy Ugo, prodotta nel 2001, affiancato da Barbara D'Urso; mentre nel 2003 torna in coppia con Lorella Cuccarini conducendo su Rai 1 un'edizione di Scommettiamo che...? ma con scarsi risultati di ascolto.
Questo è l'ultimo programma condotto da Columbro, che si dedica poi prevalentemente alla recitazione teatrale e apre un'azienda agrituristica in Toscana. Dal 2003 porta in tournée, fra gli altri, l'adattamento teatrale di Funny money accanto a Francesca Draghetti della Premiata Ditta, poi Tootsie (2006), con Chiara Noschese, Romantic Comedy (2008-2009), con Mariangela D'Abbraccio e la regia di Alessandro Benvenuti, e Daddy Blues (2011), con Paola Quattrini e la regia di Vincenzo Salemme. Nel 2011 torna in TV nel cast della fiction Baciati dall'amore, in onda in prima serata su Canale 5, per la regia di Claudio Norza, nel cast figurano anche Giampaolo Morelli, Gaia Bermani Amaral, Lello Arena e Marisa Laurito.
Nello stesso anno sfida ai fornelli la storica compagna di varietà Lorella Cuccarini in una puntata speciale de La prova del cuoco, condotto da Antonella Clerici su Rai 1. Dall'11 giugno 2012 è uno dei conduttori di Vero Capri, insieme con Corrado Tedeschi, Laura Freddi, Marisa Laurito, Maria Teresa Ruta, Alba Parietti, Zuzzurro e Gaspare e Margherita Zanatta sotto la direzione artistica di Maurizio Costanzo. Columbro si alterna con gli altri alla conduzione dei talk show Casa, Salute, Hobby, Storie, Cucina, Moda, Viaggi. Il canale però non registra l'audience sperata e nell'autunno 2013 cancella i suoi programmi e inizia a trasmettere telenovelas latinoamericane, rescindendo i contratti stipulati con i presentatori che aveva ingaggiato.
Dal 2012 al 2014 ottiene successo con Il vizietto, riproposizione dell'opera teatrale francese La Cage aux Folles di Jean Poiret, nel quale è protagonista sui palchi di tutta Italia con Enzo Iacchetti e Russell Russell. In televisione riappare il 26 aprile 2013 come superospite insieme a Lorella Cuccarini di una puntata di Paperissima condotta da Gerry Scotti e Michelle Hunziker, mentre il 17 luglio dello stesso è ospite nello show condotto da Alfonso Signorini Studio 5, programma che festeggia la storia di Canale 5 attraverso i suoi protagonisti storici.
Nel 2014 prende parte come concorrente al talent-show di Rai 1 Si può fare!, condotto da Carlo Conti. Dal 30 marzo al 6 aprile partecipa insieme alla Cuccarini, a Mario Biondi, a Giuseppe Vessicchio e a Giovanni Muciaccia alla crociera solidale di Trenta ore per la vita in occasione del ventennale dell'associazione. Nello stesso anno è a teatro con Gaia De Laurentiis nello spettacolo Alla stessa ora il prossimo anno. Nell'estate del 2015 ritorna sulle reti Mediaset per fare da testimonial alla Ariel, azienda specializzata nel settore della climatizzazione. Il 26 febbraio 2017 è ospite con Lorella Cuccarini alla trasmissione di Rai 3 Che tempo che fa, condotta da Fabio Fazio.
Sono questi gli anni in cui si allontana dal mondo dello spettacolo e si dedica, con la compagna Marzia Risaliti, alla gestione di un albergo nella Val d'Orcia (Toscana).

## Vita privata
Negli anni '90 ha avuto una relazione con Elena Perrucchini, dalla quale, nel 1993, ha avuto un figlio. Dopo una seconda relazione con Stefania Santini dal 2008 al 2011, è fidanzato con Marzia Risalti.

## L'interesse per la filosofia e le tematiche spirituali
Nel 1986 inizia l'attività divulgativa tenendo conferenze su tematiche di carattere spirituale. È del 1994 la creazione della Five Show Production, agenzia con lo scopo di far conoscere la filosofia e la dottrina mistica dei maestri buddhisti.
Durante un viaggio in Tibet e India, ha conosciuto il XIV Dalai Lama. È stato amico di Lama Gangchen (venuto a mancare nel 2020) ed è amico di Lama Paljin, due tra i principali diffusori del Buddhismo tibetano in Italia.
Ha affermato di credere agli extraterrestri e che Gesù era "un alieno", sostenendo le teorie dello scrittore Mauro Biglino sulla Bibbia, relative all'ufologia e alla teoria degli antichi astronauti.

## Filmografia

### Cinema
- Geppo il folle, regia di Adriano Celentano (1978)[46]
- Il bisbetico domato, regia di Castellano e Pipolo (1980)
- Le corderie dell'immaginario, regia di Ettore Pasculli (1981)
- Tommaso è andato via, regia di Alberto Negro (2004)
- Parentesi tonde, regia di Michele Lunella (2006)

### Televisione
- Marco Visconti, regia di Anton Giulio Majano – miniserie TV (1975)
- Paganini, regia di Dante Guardamagna (1976)
- Dopo un lungo silenzio, regia di Piero Schivazappa (1978)
- L'affare Stavisky, regia di Luigi Perelli (1979)
- Paura sul mondo, regia di Domenico Campana (1980)
- I ragazzi della 3ª C – serie TV, episodio 1x02 (1987)
- I cinque del quinto piano, regia di Guido Stagnaro – sitcom, episodio 1x67 (1988)
- I tre moschettieri, regia di Beppe Recchia – miniserie TV (1991)
- Papà prende moglie – serie TV (1993)
- Caro maestro – serie TV (1996-1997)
- Leo e Beo, regia di Rossella Izzo – miniserie TV (1998)
- Il commissario Raimondi, regia di Paolo Costella – miniserie TV (1999)
- Non ho l'età, regia di Giulio Base – film TV (2001-2002)
- Ugo, regia di Giorgio Bardelli – sitcom (2002-2003)
- Dai la mano, Dalai! (2005)
- Baciati dall'amore, regia di Claudio Norza – miniserie TV (2011)

### Doppiaggio
- Whisky, lo Scottish terrier in Lilli e il vagabondo (ed. 1997)

## Teatro
- Arlecchino scegli il tuo padrone (1976)
- Histoire du soldat (1978)
- Gli arcangeli non giocano a flipper (1980)
- Cinquant'anni d'amore (1982)
- Twist (1995)
- L'anatra all'arancia (1997)
- L'anno prossimo alla stessa ora (2001)
- Funny money (2003)
- Tootsie (2006)
- Romantic Comedy (2008-2009)
- Daddy Blues (2011)
- Il vizietto (2012-2014)
- Alla stessa ora il prossimo anno (2014-2015)

## Programmi TV
- Fantastico (Rete 1, 1979)
- Fresco fresco (Rete 1, 1980)
- C'era due volte (Rete 2, 1980)
- Buongiorno Italia (Canale 5, 1981-1983)
- Pomeriggio con Five (Canale 5, 1981-1984)
- Five Time (Canale 5, 1981-1984)
- Domenica con Five (Canale 5, 1981-1984)
- Drive In (Italia 1, 1983-1984)
- Beauty Center Show (Italia 1, 1983-1984)
- La luna nel pozzo (Canale 5, 1984)
- Risatissima (Canale 5, 1984)
- Autostop (Italia 1, 1984)
- Help! (Canale 5, 1984-1985)
- Concerto per Amore (Italia 1, 1985)
- C'est la vie (Canale 5, 1985-1986)
- Miss Italia (Italia 1, 1986)
- Studio 5 (Canale 5, 1986-1987)
- Cabaret per una notte (Italia 1, 1986)
- Tra moglie e marito (Canale 5, 1987-1991)
- Ciao Primavera (Canale 5, 1989)
- Tutti a scuola (Canale 5, 1989)
- Una sera ci incontrammo (Canale 5, 1989)
- Un autunno tutto d'oro (Canale 5, 1989)
- Star 90 (Rete 4, 1990) – giudice
- Bellezze al bagno (Canale 5, 1990)
- Buon compleanno Canale 5 (Canale 5, 1990-1991)
- Bellezze sulla neve (Canale 5, 1991)
- Buona Domenica (Canale 5, 1991-1993)
- Paperissima - Errori in TV (Canale 5, 1991-1992, 1994-2003)
  - SuperPaperissima (Canale 5, 1992, 1995, 1997, 1999, 2003)
  - Festival della Papera (Canale 5, 2001)
- Canzoni spericolate (Canale 5, 1994)
- Festival Italiano 1994 (Canale 5, 1994) – concorrente
- Trenta ore per la vita (Reti Mediaset, 1994-1997, 1999-2000)
- La grande avventura (Canale 5, Italia 1, Rete 4, 1995)
- Il galà della pubblicità (Canale 5, 1997)
- Stelle a quattro zampe (Canale 5, 1997, 2001)
- A tutta festa (Canale 5, 1998)
- Il grande bluff (Canale 5, 1999)
- Scherzi a parte (Canale 5, 1999)
- Vota la voce (Canale 5, 2000)
- Scommettiamo che...? (Rai 1, 2003)
- Miss Padania (Rete 4, 2012)
- Talk show (Vero TV, 2012-2013)
- Si può fare! (Rai 1, 2014) – concorrente
- Greenbiz (Business24, Sky canale 511, 2020-2021)
- Leader (Business24, Sky canale 511, dal 2022)

## Radio
- Rosa Luxemburg- prosa radiofonica (Rai Radio Uno, 1977)
- I grandi reportage: Ernest Hemingway - A Madrid assediata (Rai Radio Uno, 1979)

## Discografia
- Five/Ma che Five (1981) (Five Record FM 13007) pubblicato come Five
- New Five Time (1983) (Five Record FM 13030) pubblicato come Five con Cristina D'Avena
- Allora Ditelo (1990) (Five Record FM 13265) (sigla di Bellezze al bagno)
- Oh signorina (1991) (Five FM 13267) con Lorella Cuccarini e Francesco Salvi (sigla finale di Bellezze sulla neve)
- Le voci del cuore (1994) con Alberto Castagna  (presentata nella trasmissione Festival italiano)
- Caro Maestro (1996)

## Pubblicità
- Magnesia misurata aromatic (1981)
- Rasoio Braun (1981)
- Kinder Brioss (1983)
- Standa (1988-1991)
- Crema spalmabile Lineorella (1995)
- Ariel energia (dal 2015)
- Mondo Relax (dal 2022)

## Opere
- Un marito, una moglie, un sorriso con Tullio Ortolani (Mondadori, 1988)
- Mangiamoci su (Mondadori, 1991)
- Tivù Tivù - Storia, fatti, segreti (Theorema Libri, 1994)
- Autoguarigione per l'ambiente. L'energia femminile e la rigenerazione dell'ambiente interiore ed esteriore secondo una concezione del buddhismo tantrico con Gangemen Tulku  (Five Show, 1997)
- 30 mamme per la vita con Lorella Cuccarini (Amrita, 2000)
- Autoguarigione tantrica di Lama Gangchen con Anna Tagliacarne (Tecniche Nuove, 2006)
- Prefazione UFO dossier Sicilia di Oriana Zagaria (Cerchio della luna, 2017)

## Riconoscimenti
- 1988 – Telegatto Trasmissione rivelazione dell'anno con Tra moglie e marito
- 1989 – Telegatto come personaggio televisivo maschile dell'anno
- 1989 – Telegatto Miglior trasmissione di giochi in TV con Tra moglie e marito
- 1990 – Telegatto Miglior trasmissione di giochi in TV con Tra moglie e marito
- 1991 – Telegatto Trasmissione dell'anno con Paperissima
- 1991 – Telegatto Miglior trasmissione di giochi in TV con Bellezze sulla neve
- 1992 – Telegatto come personaggio televisivo maschile dell'anno
- 1993 – Telegatto Miglior trasmissione di varietà con Buona Domenica
- 1997 – Telegatto Miglior trasmissione di varietà con Paperissima
- 1997 – Telegatto Miglior film TV con Caro maestro 2
- 1998 – Telegatto TV utile con Trenta ore per la vita
- 2000 – Telegatto TV utile con Trenta ore per la vita
- 2001 – Telegatto TV utile con Trenta ore per la vita